# Nicolae Berechet
Nicolae Berechet (16 de abril de 1915 — agosto de 1936) é um boxeador romeno que competiu nos Jogos Olímpicos de Verão de 1936.